# 萬王之王 (1999年遊戲)
《萬王之王》是一款1999年發布的网络游戏，又名GKK，前身為1996年上線的同名MUD：《萬王之王》。之後再推出了《萬王之王2》，現在第三作《萬王之王3》已經完成，於2007年9月受邀於東京電玩展展示，一年後於2008年12月公開測試。2016年停止營運，2017年11月8日，萬王之王一代重啓，更名為《列王紀》。

## 系列
1996年至今跨越近20年的整個「萬王之王」系列作可分為四部分：
- 一、萬王之王MUD。
- 二、萬王之王。（即本條目所討論者）
- 三、萬王之王2。
- 四、萬王之王3《King of Kings：Gods of Seven Realms》。
- 五、列王紀《iKings》，為萬王之王調整更名後再次上線。
- 六、萬王之王3D，為中國祖龍娛樂取得《萬王之王》IP研發打造的MMORPG手機遊戲。

## 前言

萬王之王1的實際遊戲畫面

萬王之王是雷爵資訊創業時的代表作。並首創帳號內要開新角色要另外付費買人物卡的營運方式。
當時，一個國家的創建需要30個角色進行連署，而一個帳號在付費買人物卡後，最多一個帳號內可建12個角色，所以當時有不少人為了建自家專用的國土，不惜包月包了3個帳號。（國王或大臣可以在自家的國土上放置NPC，作為專屬的練功區，或是複製裝備的錢坑）

## 萬王之王3
萬王之王3－－「King of Kings：Gods of Seven Realms」（第三版萬王之王）是 3D 幻想 MMORPG。利用 PvE 的戰鬥來讓角色提昇等級，將來享受大規模的 PvP 戰鬥，在亞洲產 MMORPG 之中屬於標準設計的作品。就像遊戲名稱一樣，在遊戲之中有七個界域，戰爭就是在該界域之中進行。最後以位於世界中央的城堡「眠龍城」為攻略／佔據的目標，將「眠龍城」攻下來，「眠龍城」就會變成該國家的國民才能進去的地區。
最新的圖片和影片（edited by cocoatm）：
- 3分17秒的內部測試影片 （页面存档备份，存于）（ZIP檔案）

## 歷史
- 1996年11月15日，前身萬王之王MUD正式上線。
- 1999年7月，正式上線。
- 2001年3月，《乾隆王朝》為第一款資料片。
- 2002年2月，《光神甦醒》為第二款資料片。
- 2002年5月，《紅石大帝》為第三款資料片。
- 2004年10月1日，《萬王之王1》停止收費。
- 2005年3月31日，《萬王之王2》進行封測（第1次）。
- 2005年4月21日，《萬王之王2》進行封測（第2次）。
- 2005年5月27日，《萬王之王2》進行封測（第3次）。
- 2005年9月1日，《萬王之王2》公開測試（第1次）。
- 2006年3月30日，《萬王之王2》回收再開發。
- 2006年6月，《萬王之王2》進行小型測試。
- 2006年7月7日，《萬王之王2》公開測試（第2次），並跨海至中國大陸地區，由北京亞洲互動代理營運。
- 2006年10月11日，《萬王之王1》永久停機。
- 2007年3月17日，大陸地區《萬王之王2》北京亞洲互動無預警永久停機。
- 2007年9月20日, 東京電玩展台灣攤位的遊戲發表會上介紹「King of Kings: Gods of Seven Realms」
- 2008年12月，《萬王之王3》進行封測（第1次）。
- 2008年12月16日，《萬王之王3》進行封測（第2次）。
- 2008年12月25日，《萬王之王3》公開測試（第1次）。
- 2009年12月10日，《萬王之王2》永久停機。（官方在遊戲中發佈的公告）
- 2017年11月8日，萬王之王恢復營運，並因版權更名為列王紀(iKing)。

## 首創
- 完整的對話頻道，以及動作與表情系統。〈各職業的新手，可在各職業專屬的頻道上自由發問。〉
- 國家科技研發。（國土上放置的NPC或設施，需先由國王或大臣投錢進行研發。）
- 魔力爐製作具有附加屬性的裝備。（先把無屬性的裝備扔給魔力爐，再灌注法力進去。）
- 英雄島 - 任意PK (Player Kill)的一個地方, 不論生死都不需付出任何代價. (只會用作戰績紀錄)

## 缺點
- 洗人頭建國漏洞

此BUG在GKK免費後由KIRIN(kirinbe)發現，致力洗人頭建國練額點。因其曾在一夜建數十國啟人疑竇，爾後雖收斂許多但仍持續洗人頭建國。據其自述，建國30個人頭只有一個是真實ID，其餘皆由BUG所生。所用方法至今仍未有真相。
- 洗錢漏洞

曾經有過洗錢的Bug，買賣物品到商店時，有負值溢位的bug，而當時的洗錢檢查機制，只做到在每次停機時，檢查國家或個人身上的金錢數值是否有異常。所以這個遊戲在一開始，就被有心洗錢的人洗到爛掉了。（他們在洗錢後，會設法在下次停機維修之前，把多餘的金錢花完，以規避官方的檢查機制。）
- 解任務需排隊

由於解任務用的NPC或怪物，在世界地圖上屬於唯一。所以要解同一個任務的人必須要排隊，等上一個人先解完，或是等他斷線後，NPC才會重置。
- 機器人盛行

由於後期的遊戲設定，已到不合理的程度，技能的升級採用實際使用的修煉方式，導致不少人紛紛改用機器人程式代練。（俗稱BOT。）所以最後變成遊戲裡沒有幾個活人在線上，只剩下洗頻用的廣告機在洗公頻。
- 複製任意物品BUG

此BUG為壓毀萬王之王最後一根稻草，由哈瑪伺服器打雜小妹(joize)發現，利用雙重登入的方法複製任意物品，在有保護機制的礦裝，利用道具防止掉落後，就能利用相同方法複製。打雜小妹(joize)將複製方法以條件交換當時僅存的BUG舊礦裝(額防裝)一套，結果造成遊戲嚴重失衡，任何職業皆能單吃海盜頭子卡爾，此遊戲遂於2個月後滅亡。